# 加里·贝尔
加里·贝尔（英語：Garry Bell，1952年1月4日—），新西兰男子自行车运动员。他曾代表新西兰参加1974年和1978年英联邦运动会自行车比赛，其中1978年英联邦运动会获得一枚铜牌。